# Pierre Allain

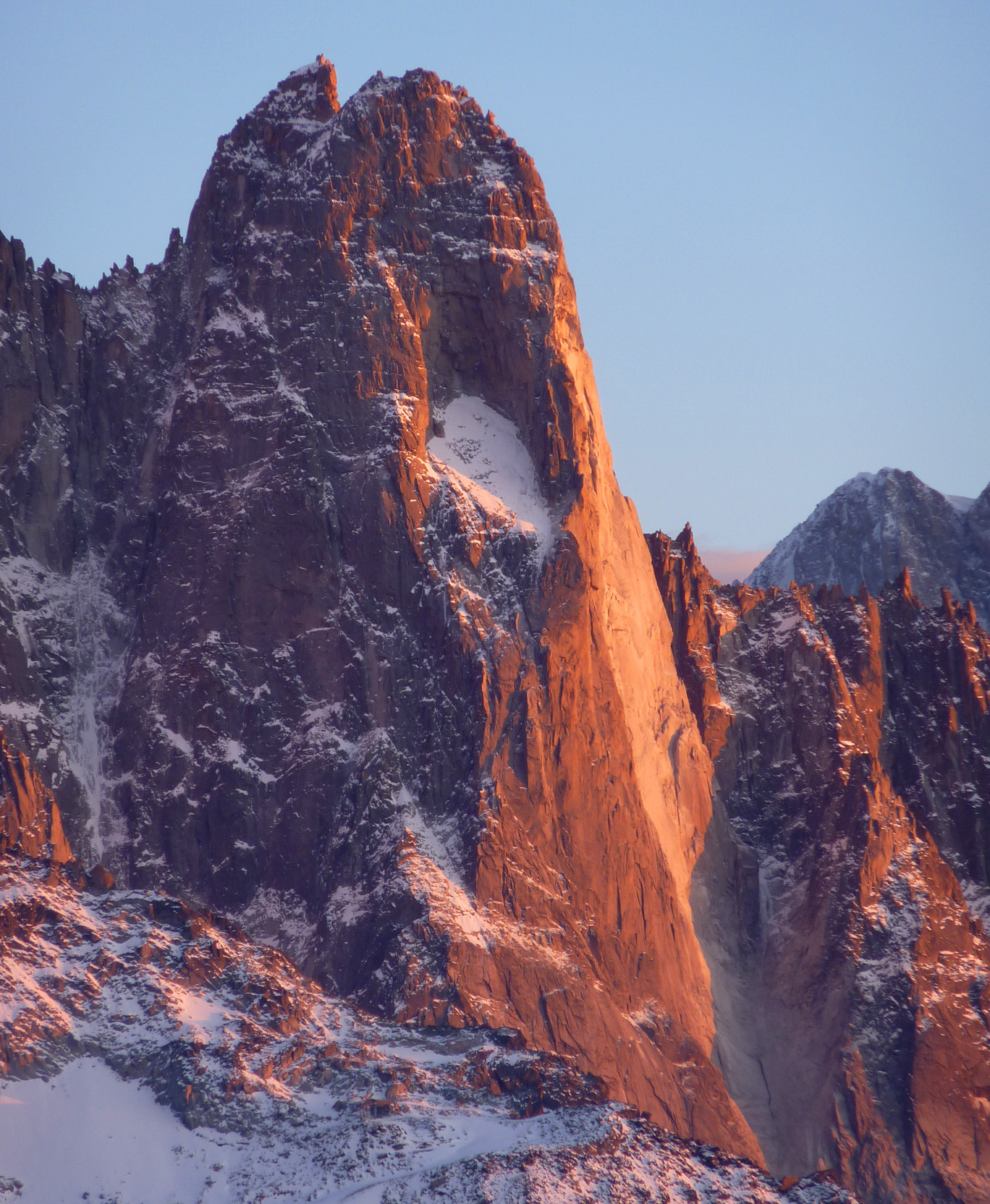
Face Norte da Pequena Dru, e via Pierre Allain e Raymond Leininger en 1935

Pierre Jean Allain (Mirebeau, 7 de janeiro de 1904 - Saint-Martin-d'Uriage, 19 de dezembro de 2000) foi um alpinista francês que efectuou algumas primeira ascensões de grande nível, e inventor de váriado material de alpinismo como o equipamento como material em Duvet, mosquetão, sapato de escalada, sistema de segurança de rapell, etc.
Em companhia do outro grande alpinista francês Raymond Leininger e dos mãos deste, faz parte da chamado Grupo de Bleau, por se terem iniciado à varapa na floresta de Fontainebleau.
Considerado como o melhor alpinista sem guia da sua geração é por todos  reconhecido como alpinista de excepção, considerado como o mais talentoso da sua época 

## Primeiras
Algumas das primeiras ascensões reelizadas por Pierre Allain:
- 1933 : primeira da aresta sudouest da Aiguille du Fou com Robert Latour
- 1934 : primeira da aresta  sudouest du Pic Sans Nom com Jean Vernet e Jean Charignon
- - 1935 : célebre premeirada face norte do Petit Dru [2] sem crampons, sem sapato de escalada, e unicamente com uma corda de  canábis de 7 mm de diamètre!
  - 1935 - Directíssima da face sul de La Meije, com Raymond Leininger
  - 1935 - Face este do dent du Caïman, com  Raymond Leininger
- 1937 : primeira da aresta este de dent du Crocodile 4avec les frères Jean Leininger et Raymond Leininger  [3]
- 1945 : travessia das Aiguilles de Chamonix du Plan às Aiguille des Grands Charmoz
- 1946 : terceira ascensão do esporão Walker, da Grandes Jorasses com Guy Poulet, René Ferlet e Jacques Poincenot

## Expedições
- 1936 - Raymond Leininger é um dos membros da primeira expedição francesa ao Himalaya, no Karakoram, composta por Henry de Ségogne, Jean Charignon, Pierre Allain, Jean Carle, Jean Deudon, Marcel Ichac, Louis Neltner, Jacques Azémar e o médico Jean Arlaud [4].

## Obras bibliográficas
- Alpinisme et compétition », Arthaud 1948 (réédité 1949, 1978, 1987, 1999).
- L’art de l’alpinisme », Amio-Dumont, 1956.
- La face nord de l’Aiguille du Dru », in Alpinisme, 1935.

## Filmografia
Filme Karakoram de Marcel Ichac